# Crumble

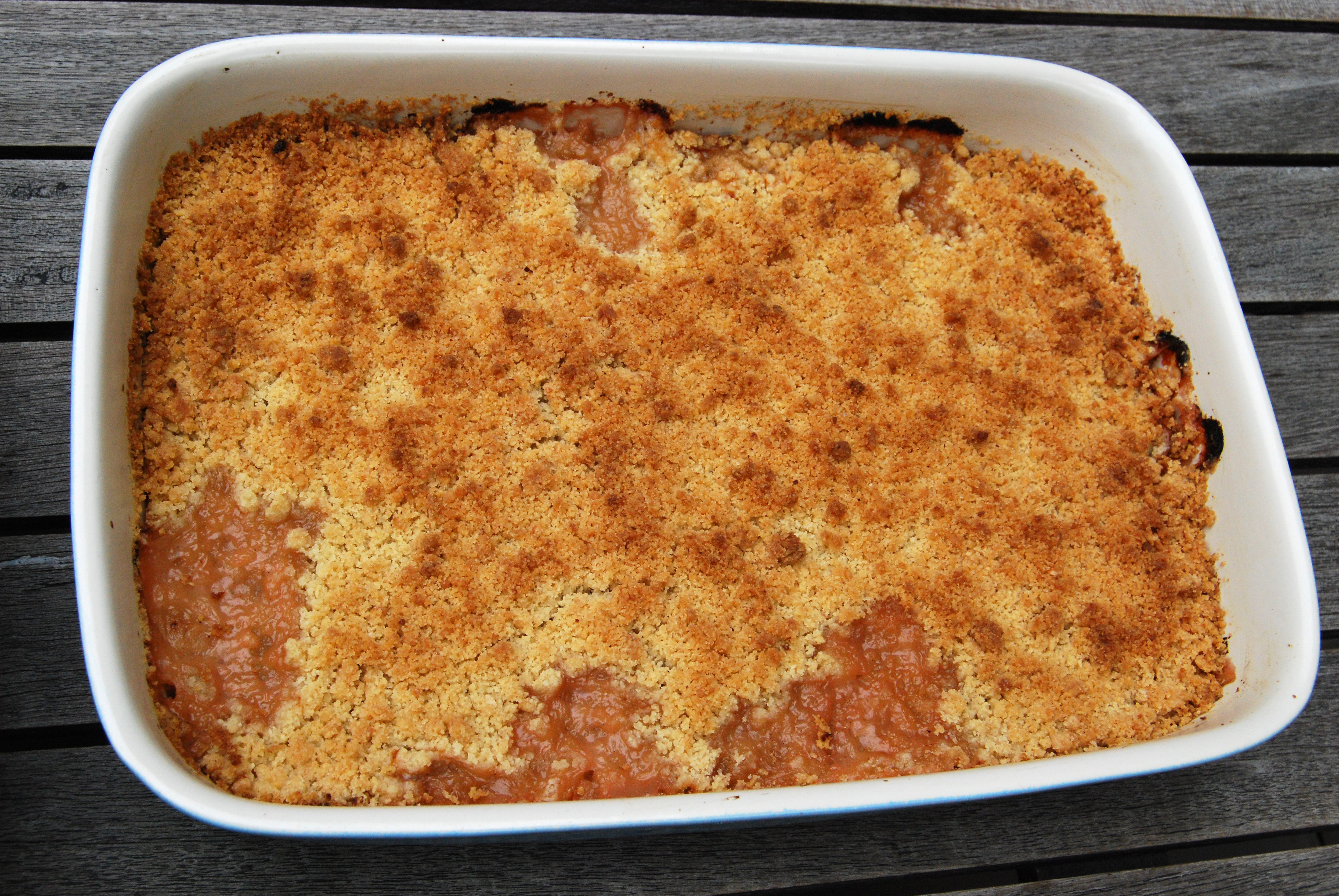
Crumble à la rhubarbe.

Le crumble, en général aux fruits, aussi appelé croustade au Canada, est un dessert d’origine britannique composé d’une couche de fruits dans le fond du plat, et d’une couche de pâte à l’apparence émiettée, appelée aussi chapelure, d’où le nom : en anglais to crumble signifie « tomber en miette ».

## Origine
Le crumble a été créé au Royaume-Uni : durant la Seconde Guerre mondiale, à cause du rationnement, les ingrédients nécessaires à la préparation de tartes nécessitaient trop de farine, de beurre et de sucre. L’adjectif anglais crumbly signifie « friable ».
En Pologne et Slovénie, on prépare depuis le XIXe siècle des pâtisseries avec cet émietté (mélange de farine, sucre et beurre).

## Homonymie
Au Québec, on nomme aussi ce dessert « croustade ».

## Ingrédients
Outre les fruits, les ingrédients sont dans l’ordre décroissant de quantité : farine, sucre (cassonade), beurre, pincée de sel. Au Québec, il est fréquent d'ajouter des flocons d’avoine en substitution d'une partie de la farine. Ce gâteau est préparé au four. 

## Variantes
Un plat salé similaire peut être réalisé avec de la viande de bœuf ou de mouton. Dans ce cas, la recette ne comporte pas de sucre.
On peut aussi cuisiner ce plat avec des courgettes, du bacon et du parmesan. La pâte est alors au parmesan, à la farine, à la chapelure, avec une pincée de paprika et une gousse d'ail écrasée.